# Gobius leucomelas
Gobius leucomelas är en fiskart som beskrevs av Peters, 1868. Gobius leucomelas ingår i släktet Gobius och familjen smörbultsfiskar. Inga underarter finns listade i Catalogue of Life.